# Down with the King
Albums de Run–DMC
Together Forever: Greatest Hits 1983–1991
(1991) Crown Royal
(2001)
Singles
1. Ooh, Whatcha Gonna Do
Sortie : 6 février 1993
2. Down with the King
Sortie : 2 mars 1993
3. Can I Get It, Yo
Sortie : 1994

Down with the King est le sixième album studio de Run–DMC, sorti le 4 mai 1993 aux États-Unis.
L'album s'est classé 1er au Top R&B/Hip-Hop Albums et 7e au Billboard 200.

## Liste des titres
| No  | Titre                                                                          | Contient un (des) sample(s) de | Durée |
| --- | ------------------------------------------------------------------------------ | --- | ----- |
| 1.  | Down with the King (featuring Pete Rock & C.L. Smooth – Produit par Pete Rock) | Where Do I Go? de James Rado, Gerome Ragni et Galt MacDermot Run's House de Run–DMC Sucker M.C.'s (Krush Groove 1) de Run–DMC                            | 5:00  |
| 2.  | Come on Everybody (featuring Q-Tip – Produit par Q-Tip)                        | Spinning Wheel de Dr. Lonnie Smith The Big Beat de Billy Squier Scenario (Remix) de A Tribe Called Quest featuring Leaders of the New School et Kid Hood | 4:30  |
| 3.  | Can I Get It, Yo (featuring EPMD – Produit par EPMD et Mr. Bozack)             | Midnight Theme de Manzel AJ Scratch de Kurtis Blow Hit It Run de Run–DMC                                                                                 | 3:30  |
| 4.  | Hit 'Em Hard (Produit Kay Gee)                                                 | The Big Beat de Billy Squier Uptown Anthem de Naughty by Nature Rock Box de Run–DMC                                                                      | 2:52  |
| 5.  | To the Maker (Produit par Jam Master Jay)                                      | | 0:24  |
| 6.  | 3 in the Head (Produit par The Bomb Squad)                                     | Donkey Walk de Lou Donaldson | 3:29  |
| 7.  | Ooh, Whatcha Gonna Do (Produit par The Bomb Squad)                             | Soul Power 74 de Maceo & the Macks The Look of Love de Ramsey Lewis                                                                                      | 3:06  |
| 8.  | Big Willie (Produit par Daniel Shulman et Run–DMC)                             | Spinning Wheel de Blood, Sweat & Tears | 4:28  |
| 9.  | Three Little Indians (Produit par Jam Master Jay)                              | Here We Go (Live at the Funhouse) de Run–DMC AJ Scratch de Kurtis Blow Public Enemy No. 1 de Public Enemy                                                | 3:07  |
| 10. | In the House (Produit par Pete Rock)                                           | Sing a Simple Song de Sly & the Family Stone | 3:37  |
| 11. | Can I Get a Witness (Produit par Jermaine Dupri)                               | Midnight Theme de Manzel Blow Your Head de Fred Wesley & The J.B.'s My Adidas de Run–DMC                                                                 | 3:36  |
| 12. | Get Open (featuring Onyx – Produit par Jam Master Jay)                         | | 3:52  |
| 13. | What's Next (featuring Mad Cobra – Produit par Clifton Dillon)                 | | 4:03  |
| 14. | Wreck Shop (Produit par Pete Rock)                                             | Drum Pan Sound de Reggie Stepper Who's Making Love de Lou Donaldson Synthetic Substitution de Melvin Bliss                                               | 3:14  |
| 15. | For 10 Years (Produit par Jam Master Jay)                                      | | 0:39  |